# 암초가 있는 곳
암초가 있는 곳(The Submerged Rock)은 한국에서 제작된 이상일 감독의 2009년 영화이다. 서영화 등이 주연으로 출연하였고 김지열 등이 제작에 참여하였다.

## 출연

### 주연
- 서영화
- 김한희
- 정영기
- 이혜아

## 제작진
- 조명: 김종선
- 음향: 유호정
- 미술: 이상일
- CG: 오슬기